# Ghosted (película de 2023)
Ghosted es una película de comedia romántica de acción y aventuras estadounidense de 2023 dirigida por Dexter Fletcher y escrita por Rhett Reese, Paul Wernick, Chris McKenna y Erik Sommers, a partir de una historia de Reese y Wernick. La película está protagonizada por Chris Evans y Ana de Armas. Producida por Apple Studios y Skydance Media, fue lanzada por Apple TV+ el 21 de abril de 2023.

## Trama
Sadie, una agente de la CIA exitosa pero actualmente abatida que se encuentra entre misiones, conoce a Cole, un granjero y vendedor encantador pero románticamente necesitado. Aunque inicialmente discutieron entre ellos, los dos se llevaron bien con una cita prolongada, que finalmente culminó en el sexo. Cuando Cole regresa a casa, le envía un mensaje de texto a Sadie, pero no recibe respuesta; La hermana de Cole sospecha que Sadie lo está "fantasma" debido a su falta de comunicación. A pesar de ser burlado, su familia lo convence de sorprenderla en Londres, luego de localizarla a través de un rastreador en su inhalador que accidentalmente dejó en su mochila.
Cole llega a Londres e intenta localizar a Sadie. Momentos antes de encontrarla, cae en una trampa creada por traficantes de armas para un agente de la CIA apodado "Taxman". Lo drogan y lo llevan a una cueva en Pakistán . Los torturadores intentan extraerle un código de acceso a Cole, creyendo que es el recaudador de impuestos. Un operativo enmascarado se infiltra en la cueva y salva a Cole; el operativo se revela como Sadie, quien también es el "recaudador de impuestos". Después de una larga persecución a través de Khyber Pass, los dos escapan de los captores, quienes se revela que trabajan para un agente de inteligencia francés caído en desgracia llamado Leveque, que está en posesión de un arma biológica llamada "Aztec" e intenta venderlo, a pesar de no tener el código de acceso para desbloquearlo.
Cole y Sadie se esconden en un pueblo adyacente. Sadie mintió sobre ser conservadora de arte y Cole mintió sobre viajar por el mundo para impresionarla. Marco, un antiguo amante de Sadie, le dice a Cole que no salga con ella porque le importa más el cumplimiento de la misión que el amor. Marco se ofrece a llevar a Cole a Estados Unidos para que Sadie pueda continuar con su misión, pero Leveque pone precio a Cole. Marco es asesinado por un cazarrecompensas, mientras que Cole y Sadie son perseguidos por cazarrecompensas que se matan entre ellos y los liberan. Cole dice que los torturadores intentaban conseguir la clave de acceso mientras escapaban. Sadie utiliza a Cole como cebo para Azteca y lo noquea.
Sadie reclama la recompensa por Taxman y entrega a Cole a Leveque. Los tres se encuentran, antes de que Leveque parta y deje a su principal secuaz, Wagner, para desbloquear a Aztec en un avión con Cole y Sadie. Su plan se mantiene estable, hasta que Wagner encuentra una foto en el teléfono de Cole de Cole y Sadie juntos en la cama. Se desata una pelea en la cabaña entre Cole y Sadie y Wagner y su secuaz. El secuaz es derrotado temporalmente por Cole y Sadie, pero Sadie está gravemente herida e insta a Cole a lanzarse en paracaídas con el azteca y dejarla atrás. Cole toma el azteca, pero agarra a Sadie y sale del avión.
Cuando llegan a una isla, Cole utiliza cosas de la isla para curar las heridas de Sadie, lo que les ayuda a volver a estar juntos. Wagner descubre dónde están los aztecas y reúne a un grupo para atacar la isla. Cole y Sadie caen en una trampa, pero los marines acuden en su ayuda. Sin embargo, Wagner y los aztecas consiguen escapar. De vuelta en el cuartel general de la CIA, le dicen a Sadie que hizo mal al dejar escapar a Azteca y la suspenden. Cuando Sadie dice que siente haber antepuesto la vida de Cole a la de Aztec, Cole vuelve a enfadarse y le dice a Sadie que tiene que aprender a preocuparse de nuevo. Aunque al principio los espías desconfían de Cole, éste resulta ser muy útil cuando les ayuda a descifrar el código de acceso de Aztec. Los agentes idean un plan para que Cole siga actuando como el recaudador de impuestos y atraiga a Leveque, que se está preocupando porque su comprador, el señor Utami, le está presionando cada vez más.
Los agentes organizaron una reunión entre Cole y Leveque en un restaurante de lujo. Aunque se le hace creer a Cole que está completamente a salvo, los hombres de Leveque matan rápidamente a los agentes de campo. Cole elige continuar la misión. Cole, Leveque y el Sr. Utami se encuentran; la reunión comienza a desviarse hasta que Sadie aparece para ayudar a Cole y se revela como la verdadera recaudadora de impuestos. Ella proporciona y vende el código de acceso al Sr. Utami por $ 10,000,000 y, posteriormente, ofrece una recompensa de $ 10,000,000 por Leveque como plan de escape. El restaurante estalla en un caos con cazarrecompensas, los hombres de Utami y Leveque, y Cole y Sadie. Cole es capaz de eliminar a Wagner después de lanzarlo en un mecanismo de engranajes, Leveque dispara a Utami, pero finalmente muere después de ser lanzado por la ventana por los disparos de Sadie, quien también recupera a Aztec.
Los dos finalmente reavivan su amor y comienzan una relación formal, encontrando tiempo juntos entre y durante las misiones de Sadie.

## Elenco
- Chris Evans como Cole Turner
- Ana de Armas como Sadie Rhodes
- Adrien Brody como Leveque
- Mike Moh como Wagner
- Tate Donovan como padre
- Amy Sedaris como madre
- Lizze Broadway como Mattie Turner
- Mustafa Shakir como Monte Jackson
- Anthony Mackie como el nieto de Sam
- John Cho como The Leopard Leopardo
- Sebastian Stan como God
- Ryan Reynolds como Jonas
- Anna Deavere Smith como Claudia Yates
- Tim Blake Nelson como Borislov
- Tiya Sircar como Patti
- Marwan Kenzari como Marco
- Stephen Park como Utami

## Producción
En agosto de 2021, Chris Evans y Scarlett Johansson iniciaron negociaciones para protagonizar Ghosted, una película presentada por los guionistas Paul Wernick y Rhett Reese a Skydance Media, con Dexter Fletcher como director. En diciembre de 2021, Johansson tuvo que abandonar la película debido a un conflicto de programación, lo que llevó a Ana de Armas a ser elegida en su lugar. En febrero de 2022, Adrien Brody se unió al elenco. Mike Moh, Amy Sedaris, Tim Blake Nelson y Tate Donovan se agregarían en marzo.
La fotografía principal tuvo lugar de febrero a mayo de 2022 en el lago Tallulah Falls en el parque estatal Tallulah Gorge, Georgia; Plaza del Parque Norte, Marietta, Georgia⁣; Chesapeake y Ohio Canal entre Thomas Jefferson y 31st Street en Georgetown, Lincoln Book Tower, Ford's Theatre y Kennedy Center for the Performing Arts, todos en Washington D. C.. Las escenas en las montañas Khyber Pass se filmaron en Nuevo México, mientras que la ciudad de Mingora, Pakistán, se filmó en un set en Atlanta.

## Estreno
La película se estrenó en Apple TV+ el 21 de abril de 2023.

## Recepción

### Recepción de la crítica
En el sitio web agregador de reseñas Rotten Tomatoes, el 29% de las 72 reseñas de críticos son positivas, con una calificación promedio de 4.2/10. El consenso del sitio web dice: "Vagando sin rumbo fijo entre acción, comedia y romance sin llegar a consolidarse en un todo satisfactorio, Ghosted se gana un coro de abucheos." Metacritic, que utiliza un promedio ponderado, asignó a la película una puntuación de 34 sobre 100, basada en 29 críticos, indicando "reseñas generalmente desfavorables".
Benjamin Lee, escribiendo para The Guardian, le dio a la película una de cinco estrellas, criticando la falta de química entre Evans y de Armas y llamando a la película "un montón asombrosamente, enloquecedoramente atroz de decisiones cada vez más estúpidas que actuarán como documentación deprimente de solo cómo se pusieron las cosas podridas en el actual panorama de transmisión sobresaturado". Escribiendo para RogerEbert.com, Peter Sobczynski también criticó la falta de química entre Evans y De Armas, así como la dirección de Fletcher, comparando negativamente la película con True Lies (1994), Mr. & Mrs. Smith (2005) y Knight and Day (2010), y calificó la película como "un tedioso ejercicio de pura codicia y pereza que supone que si se arroja suficiente dinero y caras famosas a la mezcla, nadie se dará cuenta, o al menos no le importará, el absoluta vacuidad de la empresa"; le dio a la película 0,5 de cuatro estrellas. David Ehrlich de IndieWire le dio a la película una calificación de "C-", criticando la falta de compromiso de la película con sus conceptos e ideas, y escribió que la película "no tiene interés en nada más que una relación casual con su audiencia, ya que sofoca de manera confiable una bromea o mata el estado de ánimo en el momento en que sospecha que podrías estar a punto de captar sentimientos".
Por el contrario, Stephanie Zacharek en Time notó la química de Evans y de Armas de manera más positiva al mismo tiempo que notó la familiaridad de la película, escribiendo: " Ghosted avanza de manera eficiente, marcando todas las casillas esperadas. No hay sorpresas aquí, solo el agradable brillo ectoplasmático de una fórmula que has visto un millón de veces antes, desapareciendo casi tan pronto como comienzan a aparecer los créditos finales".